# Layyah (distrikt)

Karta över provinsen Punjab med distriktet Layyah markerat

Layyah (urdu ضلع لیہ) är ett distrikt i den pakistanska provinsen Punjab. Huvudort är Layyah. Distriktet omfattar 6291 km² och hade 1 520 951 invånare 2005.

## Administrativ indelning
Distriktet är indelat i tre Tehsil.
- Layyah Tehsil
- Chaubara Tehsil
- Karor Lal Esan Tehsil